# Жуниор Сезар
Жуниор Сезар (порт.-браз. Júnior César Eduardo Machado; род. 9 апреля 1982, Маже, Рио-де-Жанейро) — бразильский футболист, фланговый защитник (латераль).

## Биография
Воспитанник футбольного куба «Флуминенсе», в котором он начал профессиональную карьеру. В 2005—2006 гг. выступал за мексиканский клуб «Сантос Лагуна», а затем а «Ботафого» из Рио-де-Жанейро.
В 2007 году возвратился в родной «Флуминенсе», став твёрдым игроком основы и выиграл с клубом Кубок Бразилии. В 2008 году впервые в истории «Флуминенсе» дошёл до финала Кубка Либертадорес. По окончании чемпионата Бразилии 2008 18 декабря было объявлено о переходе Жуниора Сезара в стан действующего чемпиона страны «Сан-Паулу». В 2011 году выступал за «Фламенго», а перед началом чемпионата Бразилии 2012 года перешёл в «Атлетико Минейро».
В розыгрыше Кубка Либертадорес 2013 изначально был игроком основы, провёл в стартовом составе первые 4 матча группового этапа. Затем появился на поле только 2 раза — в первом четвертьфинале против «Тихуаны» и в ответном финальном матче против «Олимпии». Вместе со своей командой стал победителем турнира.
В 2014 году вновь выступал за «Ботафого».

## Достижения
- Обладатель Кубка Бразилии (1): 2007
- Чемпион штата Рио-де-Жанейро (2): 2002, 2006
- Обладатель Кубка Либертадорес (1): 2013
- Финалист Кубка Либертадорес (1): 2008